# 黒部市民病院
黒部市民病院（くろべしみんびょういん）は、富山県黒部市にある医療機関。二次医療圏である新川医療圏（にいかわいりょうけん）の中核病院であり、同医療圏唯一の災害拠点病院である。二次救急医療を担当している。他に、医療圏内の公的病院、公立病院として、富山労災病院、あさひ総合病院がある。
第二種感染症指定医療機関に指定されている。

## 沿革

### 総合病院指定まで
1945年（昭和20年）、社会の要請により当時の桜井町長の森丘正唯が中心となって公立病院の設立が検討され、1946年（昭和21年）秋に病院の設置が決まり、設立までの間は三日市の芦崎信治の自宅を改造して、富山県農業会第二病院（現・厚生連滑川病院）附属診療所として診療を開始した。同年10月に厚生省（現・厚生労働省）に補助を申請している。
当時は物資統制が厳しく病院の新築が許可されなかったため、同年12月に不二越工場の山室・東岩瀬の寮（計95坪）を125万円で買収移築して、1947年（昭和22年）2月に現在地（当時の番地は1075番地）に決定し、同年3月に全敷地の買収が完了したことを受けて同月に着工、5月8日に地鎮祭および起工式が開かれた。同年12月に第1期工事が完成したことに伴い、同年12月23日に『桜井町国民健康保険組合直営組合立下新川厚生病院』として竣工、開院式が行われた。なお、開設は1948年（昭和23年）1月1日である。当時の土地は9,886.8m2、延床面積3,164.7m2、診療棟は木造瓦葺2階建て1棟、病棟は木造瓦葺2階建て3棟、当時の診療科目は内科、外科、耳鼻咽喉科、病床数は72床、職員総数は23名であった。
その後、1949年（昭和24年）12月には第1期伝染病棟が完成し、1950年（昭和25年）3月23日と12月16日に、それぞれ木造瓦葺2階建ての一般病床が竣工し、1952年（昭和27年）1月25日には木造瓦葺平屋建ての給食棟が竣工している。
1953年（昭和28年）4月1日には木造瓦葺2階建ての結核病棟が竣工し、同年9月1日に関西電力からの要請を受けて敷地内に委託病棟を10床新築した。同年10月1日に桜井町立（桜井町直営）となり『桜井町立下新川厚生病院』と改称した。1954年（昭和29年）4月1日の黒部市の市制施行に伴い、『国民健康保険黒部厚生病院』に改称、同日には優生保護法による医療機関、さらに同年4月5日には結核予防法による医療機関に指定され、1957年（昭和32年）4月9日には鉄筋コンクリートの平屋建ての手術棟が完成。この手術等は同病院としては最初の鉄筋コンクリート造りの建築物（延床面積241m2）で、手術室3室は全館冷暖房完備、吸引酸素吸入装置の中央システム化など当時の技術の粋を結集しており、北陸随一とまで言われた。
同年8月8日には保健医療機関に指定された。
1958年（昭和33年）7月17日には、鉄筋コンクリート3階建ての外来診療棟が竣工し、同年12月24日には児童福祉法による養育医療機関に指定された。1960年（昭和35年）1月18日には鉄筋コンクリート2階建ての診療棟検査部門、同年9月22日には鉄筋コンクリート2階建ての一般病棟が竣工。同年12月26日には人間ドック実施病院に、1961年（昭和36年）7月1日には労災保険指定病院に、1965年（昭和40年）9月16日には救急病院の指定を受けている。
1965年（昭和40年）から1967年（昭和42年）の3か年継続事業として建設されていた地上6階建て一部8階建ての新棟（第二病棟）および鉄筋コンクリート平屋建てのリハビリテーション棟、給食棟、電気棟が1968年（昭和43年）2月10日に完成している。同年6月1日には児童福祉法による助産施設に指定、さらに1969年（昭和44年）12月18日には総合病院の指定を受け、名実共に総合病院となった。

### 総合病院指定後
1971年（昭和46年）11月15日には鉄筋コンクリート2階建ての伝染病棟が（竣工式は翌1972年〔昭和47年〕5月29日）、1975年（昭和50年）1月31日、鉄筋コンクリート3階建ての診療棟・病棟と鉄筋コンクリート平屋建ての救急室がそれぞれ竣工した。同年6月1日には身体障害者福祉法による更生医療機関の指定を受けた。
1976年（昭和51年）4月1日に、金沢大学関連病院として再発起を期する意味も含めて、現在の『黒部市民病院』に改称された。1977年（昭和52年）11月23日、黒部市名誉市民・草野久也の銅像が市民病院前に建てられ、1978年（昭和53年）7月には黒部市立図書館が病院内に患者文庫を設置、同年8月10日には正面玄関が改築された。
1980年（昭和55年）9月1日には鉄筋コンクリート6階建ての病棟の増改築および鉄筋コンクリート3階建てのエネルギー棟が竣工。1981年（昭和56年）4月7日のはへき地中核病院に指定された。同年10月5日には鉄筋コンクリート3階建ての診療、管理棟が運用を開始し（完成は翌1982年（昭和57年）1月30日）、同年2月に、1979年（昭和54年）から1981年（昭和56年）の3ヶ年継続事業による全工事が完了した。1983年（昭和58年）1月13日には、解剖室および霊安室（鉄筋コンクリート平屋建て）が、1986年（昭和61年）3月29日には伝染病棟増改築工事が、1988年（昭和63年）6月30日にはリハビリテーションセンターがそれぞれ竣工した。
1987年（昭和62年）5月22日、全国自治体病院優良病院として厚生大臣の表彰を受ける。1988年（昭和63年）5月18日にも、自治大臣から同様の表彰を受けた。
1990年（平成2年）3月31日には、高度医療棟と老人保健施設「カリエール」が竣工し（カリエールは同年4月2日開設）、同年4月1日には集中治療室が開設。同年4月16日には第二病院整備事業の竣工式が行われた。1994年（平成6年）3月31日には病院北側駐車場が完成した。
1995年（平成7年）3月、第二病棟南側に第三次病院整備事業に基づいた新病棟が着工し（同年4月14日に起工式を挙行。この工事に伴い市道上野天神新線の一部を廃道とし、市道三島牧野線が新設された）、1996年（平成8年）9月30日に竣工、同年10月12日に新病棟に移転した。新病棟は鉄筋鉄骨コンクリート造地上7階建てで延床面積は11,373㎡。アメリカ・ボルチモア医療センターをヒントに、全国初のコンベックス型（全病室にトイレ、洗面所、ロッカーを設置し、全ベットが窓に面している）の病室を採用し、母子医療センターや血液ガン治療セクションも新設している。同年11月18日には、東病棟南側駐車場が完成した。
これより前の同年4月8日には、やわらぎデイサービスセンターが業務を開始した（竣工式は同年4月17日）。
1998年（平成10年）3月6日には、同年2月末に完成していた西病棟が供用を開始した。同年4月1日には、病院内にて新川医療地域救命センターが稼働を開始し、同年6月、改修工事が完了。病床数も414床となった。
2015年（平成27年）9月24日に新外来診療棟での診療を開始した。
2025年（令和7年）2月10日より、富山県内の公立病院で初めてAI問診を導入する。

## 診療科
- 内科
- 循環器内科
- 呼吸器内科
- 消化器内科
- 腎臓内科
- 糖尿病・内分泌内科
- 血液内科
- 感染症内科
- 漢方内科
- 神経内科
- リウマチ科
- 外科
- 消化器外科
- 乳腺外科
- 呼吸器外科
- 心臓血管外科
- 耳鼻咽喉科
- 小児科
- 産婦人科
- 皮膚科
- 眼科
- 整形外科
- 泌尿器科
- 中央放射線科
- 核医学PET画像センター
- リハビリテーション科
- 関節スポーツ外来
- 脳神経外科
- 形成外科
- 心療内科・精神科
- 麻酔科
- 歯科口腔外科
- セカンドオピニオン外来

## 交通
- あいの風とやま鉄道線黒部駅より徒歩８分
- 富山地方鉄道本線電鉄黒部駅より徒歩６分
- 富山地方鉄道バス市民病院停留所よりすぐ